# 닝마파

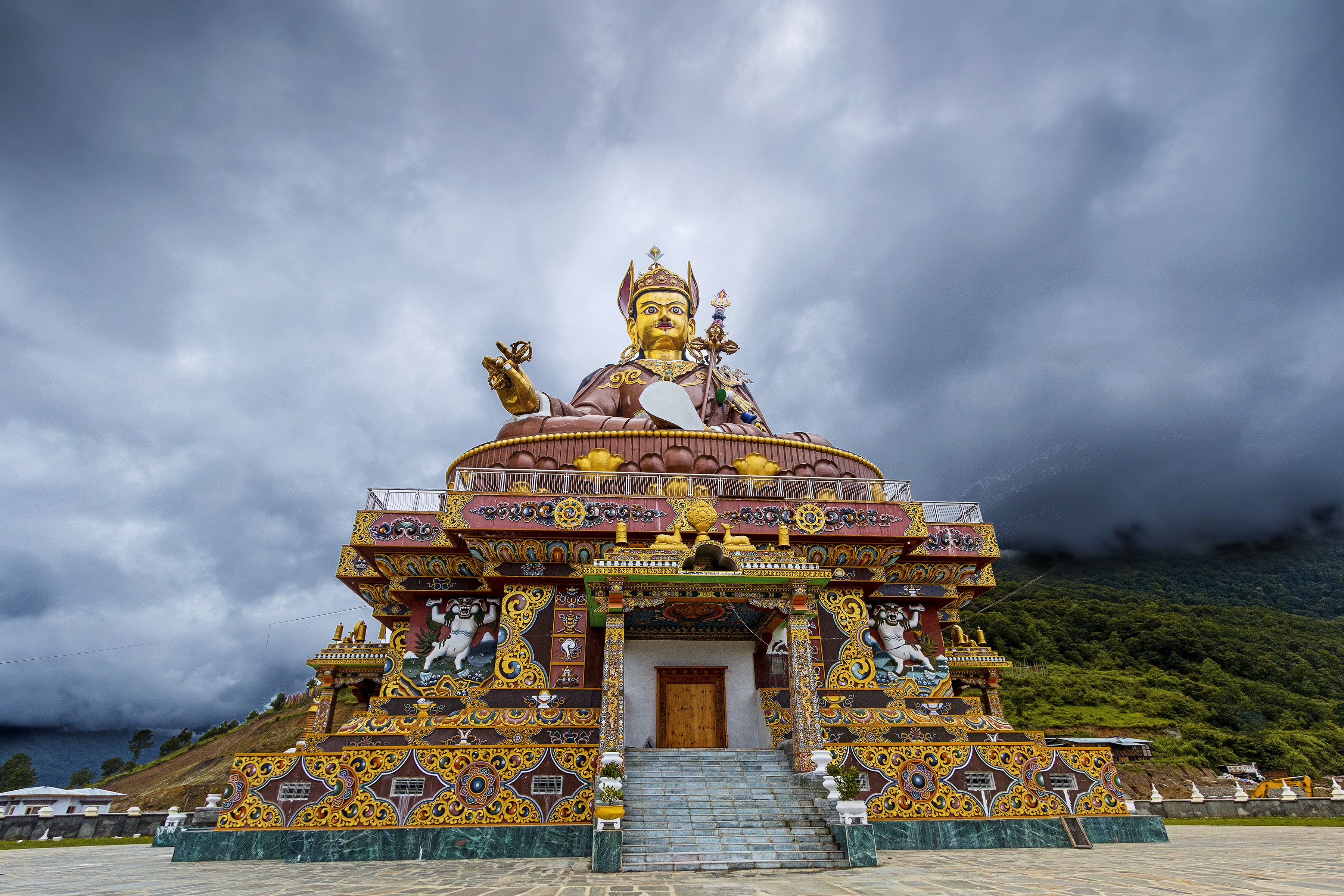
부탄의 파드마삼바바상.

닝마파(རྙིང་མ, rnying ma)는 티베트 불교의 한 종파이다. 아티샤가 아닌 파드마삼바바의 가르침을 선호하며, 경전 공부보다 요가 수련을 중시한다. 밀교 전통을 가장 잘 간직하고 있다. 승려들은 각자 동굴이나 숲속에서 혼자 수행하고, 사원이 있긴 하지만 티베트 정치에 별다른 영향력을 주지 못했다.